# سیکلید آبی کبالت
سیکلید آبی کبالت با نام علمی Maylandia callainos  که با نامهای گورخری کبالت، مبونای آبی کبالتی یا سیکلید گورخری آبی کبالتی نیز شناخته می‌شود گونه‌ای از سیکلیدماهیان بومی دریاچه مالاوی است که به طور طبیعی فقط در خلیج نکهاتا بای وجود دارد، گرچه اکنون به مکان‌های دیگر معرفی شده است. طول این گونه می تواند به ۸ سانتیمتر (۳٫۱ اینچ) برسد.. همچنین این گونه بطور نسبتاً فراوان در تجارت آکواریوم یافت میشود.  سیکلید کبالت آبی به طور رسمی Pseudotropheus callainos نامیده شد و اغلب در ادبیات علمی به این نام اشاره می شود.

## همچنین ببینید
- فهرست گونه های ماهی آکواریومی آب شیرین
- مبونا
- پایگاه داده ماهی

## منابع

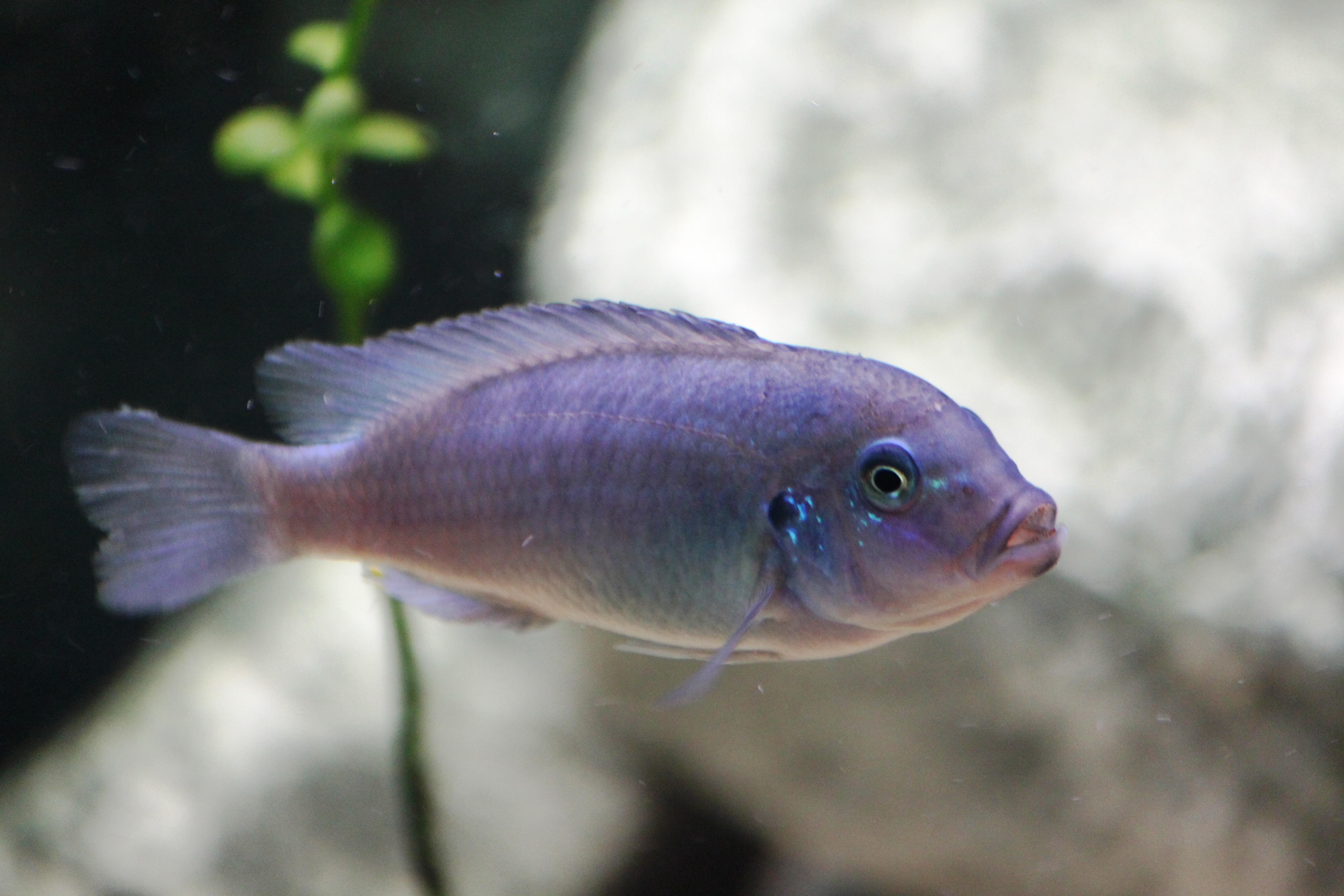
سیچلاید کبالت آبی گورخری ماده